# Shursh
Shursh (Revolució) fou una organització comunista kurda de l'Iraq.
El 1945 l'organització comunista iraquiana Wahdat an-Nidal es va fusionar al Partit Comunista Iraquià, però la secció kurda de l'organització, anomenada Shursh per la seva revista, va refusar la fusió i es va erigir en entitat separada. El 1946 va ser un element constituent del Partit de la Llibertat Kurda (Rizgari Kurd Partiya) però el 16 d'agost, quan es va fundar a Bagdad el Partit Democràtic del Kurdistan (Iraquià) per Hamza Abd Allah i amb Mustafà Barzani com a president a l'exili, la major part d'aquest partit i del grup Shursh s'hi van integrar; alguns van passar llavors al Partit Comunista Iraquià.